# Nicolas Rousseau
Nicolas Rousseau (Château-Renault, Centre, 16 de març de 1983) és un ciclista francès, professional del 2007 al 2012.
Va participar en els Jocs Olímpics de Pequín en la modalitat de Persecució per equips.

## Palmarès
- 2001
  - 1r al Chrono des Herbiers júnior
- 2002
  - 1r al Chrono des Herbiers júnior
- 2005
  - 1r al Tour del Haut-Anjou
- 2009
  - Vencedor d'una etapa a la Ruta del Sud
- 2010
  - Vencedor d'una etapa a la Tropicale Amissa Bongo

### Resultats al Giro d'Itàlia
- 2008. 122è de la classificació general